# 卜威廉
卜維廉（英語：William Booth，1829年4月10日—1912年8月20日），救世軍創始人和第一任救世軍大將（1878—1912年）。

## 生平

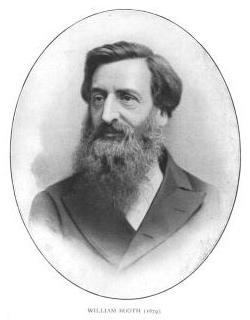
卜威廉

1829年4月10日，卜維廉生於英國諾丁漢的一個貧窮家庭 。13歲輟學到一貧民窟中的當鋪當學徒；這令他良心非常不安。不久父親去世。當他與一位表兄接近後，隨他去循道會聽道，隨後開始在貧民窟熱切的從事街頭佈道，勸人離棄罪惡。
1865年，卜維廉夫婦進入倫敦東區碼頭地區的貧民窟傳道，取得極大成功。他於是組織基督徒復興會。1878年正式定名為救世軍，向罪惡、貧困、疾病展開挑戰。他們採用軍事化的管理方式，以及「軍區」、「部隊」、「軍官」、「軍兵」、「戰役」、「募兵」、「軍兵戰條」的稱呼，有制服，軍旗，樂隊，聚會，強調聖潔的生活。軍旗以紅黃藍顏色代表耶穌基督的寶血、聖靈的火與聖潔。
1880年，救世軍傳入美國的費城，從此迅速發展成為國際性組織，擴展到世界許多國家：加拿大、澳大利亞、印度、法國等等。1912年8月20日，83歲的卜維廉在倫敦家中去世。4年之後，救世軍進入中國的北京。
1912年8月28日，卜維廉的追思聚會在倫敦奧林比亞展覽館（Olympia London）舉行，有四萬人趕來參加。瑪麗王后也在其中，坐的正像抹大拉的馬利亞一樣。
卜維廉去世後，兒子卜邦衛（Bramwell Booth）和女兒卜婉懿（Evangeline Booth）曾先後接任救世軍大將。

## 早年生活
卜維廉出生於諾丁漢斯內頓，是塞繆爾·布斯與其第二任妻子瑪麗·莫斯的五個孩子中的第二個兒子。他的出生地現在是一座博物館。卜的父親是來自德比郡貝爾珀的釘子製造商和建築工人，但在威廉童年時期，家庭陷入了貧困。 1842 年，塞繆爾·布斯 (Samuel Booth) 因無力負擔兒子的學費，將 13 歲的威廉送到了一家當舖當學徒。塞繆爾·布斯於 1842 年 9 月 23 日去世。

## 以其命名的事物
- 香港救世軍卜維廉中學
- 香港救世軍卜維廉賓館

## 外部連結
维基共享资源上的相關多媒體資源：卜威廉
| 前任： 首任 | 救世軍大將 1878–1912 | 繼任： 卜邦衛 |